# Dinopithecus
Dinopithecus ("strašlivý lidoop/opice") byl rod velkého paviána, žijícího v období pozdního pliocénu (asi před 3 až 2 miliony let) na území dnešní jižní a východní Afriky (lokalita Swartkrans v Jihoafrické republice a střední Awash v Etiopii).

## Rozměry
Tento druh byl podstatně větší než dnešní paviáni, samci dosahovali v kohoutku výšky přes 1,5 metru (celková délka těla činila kolem 2 metrů), samice asi 1,2 metru. Hmotnost dospělých samců zřejmě překračovala 80 kilogramů a oproti dnešním paviánům tak byla až dvojnásobná.

## Objev a popis
Byly objeveny jeho fosilní zuby, části lebky a fragmenty postkraniální kostry. Výzkum ukázal, že osudným se těmto velkým primátům stal zejména lov ze strany pokročilých hominidů, tedy pravěkého člověka. Druh D. ingens formálně popsal v roce 1937 skotský lékař a paleontolog Robert Broom.